# Hammarkinds, Stegeborgs och Skärkinds domsaga
Hammarkinds, Stegeborgs och Skärkinds domsaga var en domsaga i Östergötlands län, bildad 1853 av Hammarkinds och Stegeborgs skärgårds häraders domsaga och ur del av Åkerbo, Bankekinds, Hanekinds, Memmings och Skärkinds häraders domsaga. Domsagan upplöstes vid tingsrättsreformen 1971 och dess verksamhet överfördes till Norrköpings tingsrätt.
Domsagan lydde under Göta hovrätt och omfattade häraderna Hammarkind och Skärkind.

## Tingslag
1 januari 1895 (enligt beslut den 27 oktober 1893 och den 1 juni 1894) förenades Hammarkinds tingslag och Stegeborgs skärgårds tingslag för att bilda Hammarkinds härad och Stegeborgs skärgårds tingslag. 1 januari 1904 (enligt beslut den 28 juni 1901 och den 20 februari 1903) slogs tingslagen ihop för att bilda Hammarkinds, Stegeborgs och Skärkinds domsagas tingslag.

### Från 1853
- Hammarkinds tingslag
- Skärkinds tingslag
- Stegeborgs skärgårds tingslag

### Från 1895
- Hammarkinds härad och Stegeborgs skärgårds tingslag
- Skärkinds tingslag

### Från 1904
- Hammarkinds, Stegeborgs och Skärkinds domsagas tingslag (även kallat Hammarkinds och Skärkinds tingslag)

## Häradshövdingar
- 1853–1877 Fredrik Rehbinder
- 1878–1888 Johan August Löwenadler
- 1888–1893 Carl Arvid Rising
- 1893–1912 Axel Ferdinand Unæus
- 1913–1928 Carl Theodor af Ekenstam
- 1929–1932 Karl Fabian Appelberg (tjänstledig)
- 1933–1947 Ernst Hugo Nohrlander
- 1948–1967 Otto Trued Norell
- 1967–1970 Ingvar Norrby (tillförordnad)